# شينلا
شينلا أو زينلا هي التسمية الصينية لنظام الحكم الذي خلف مملكة فونان السابقة لإمبراطورية الخمير التي كانت موجودة منذ أواخر القرن السادس وحتى أوائل القرن التاسع في الهند الصينية. كان هذا الاسم ما يزال مستخدمًا في القرن الثالث عشر من قبل المبعوث الصيني تشو داغوان، وهو مؤلف كتاب عادات كامبوديا. تظهر شينلا على خريطة ماو كون. من ناحية ثانية، يطبق التأريخ الحديث الاسم حصريًا على الفترة الممتدة منذ نهاية القرن السادس وحتى بداية القرن التاسع. من المشكوك فيه ما إذا كانت «شينلا» موجودة بصفتها مملكة وحدوية أو إذا كان ذلك اعتقادًا خاطئًا من المؤرخين الصينيين. يؤكد معظم المؤرخون الصينيون أن «شينلا» كانت في الواقع مجرد سلسلة من الاتحادات الضعيفة والمؤقتة للولايات.
رغم الطعن بمعظم السجلات التاريخية للصينيين عن شينلا، بما فيها غزو شينلا لفونان («مأخوذ من مصادر ضعيفة جدًا»)، منذ سبعينيات القرن العشرين لأنها تستند عمومًا إلى ملاحظات فردية في سجلات الأحداث الصينية، فإن تاريخ سلالة سو الصينية يحتوي على مفردات عن ولايةٍ تُسمى شينلا، وهي تابعة لمملكة فونان، التي كانت قد أرسلت سفيرًا إلى الصين في عام 616 أو عام 617، وغزت في النهاية فونان تحت حكم حاكمها سيتراسينا ماهيندرافارمان، بعد حصول شينلا على استقلالها.
كانت شينلا، مثل سابقتها فونان، تتمتع بموقع استراتيجي تلتقي فيه طرق التجارة البحرية في المنطقة الهندية والمنطقة الثقافية الشرق آسيوية، وقد أدى ذلك إلى تأثير اجتماعي اقتصادي وثقافي واعتماد نظام علم النقائش لسلالة بالافا الهندية الجنوبية وسلالة تشالوكيا.
تُعد أصول حكومة النبلاء الشينلية، الذين دعاهم المؤلف مايكل فيكيري «مشايخ دانغريك»، غامضةً. كانت هذه إماراتٍ محليةً شمال جبال دانغريك وجنوبها، تركت وراءها أقدم نقوش حجرية معروفة في المنطقة، وتشير سجلات الأنساب إلى زيادة الهيمنة السياسية. ذُكر أول الأمراء المعروفين في بعض النقوش الأولية. يذكر النقش السنسكريتي في فال كانتيل، محافظة ستونغ ترنغ اسمَ حاكم يُدعى فيرافرمان، الذي كما يتضح من اسمه (كان اسم والده سارفابوما) تبنى فكرة الملكية الإلهية ونشر مفهوم هاريهرا، وهو «إله هندوسي يجسد مفاهيم متعددة للسلطة». واصل خلفاؤه هذا التقليد، ونقلوا بذلك فكرة وجود ارتباط بين السلطة الدينية والسياسية.
يؤكد كتاب تانغ الجديد (تاريخ تانغ الجديد) أنه بعد فترة قصيرة من عام 706، قُسم البلد إلى أرض شينلا ومياه شينلا. يُشير الاسمان إلى نصف شمالي ونصف جنوبي يصح الإشارة إليهما بشينلا العليا (الشمالية) وشينلا السفلى (الجنوبية). بحلول نهاية القرن الثامن، أصبحت مياه شينلا تابعةً لسلالة سيلندرا الثيروقراطية في جزيرة جاوا ودولة مدينة سريفيجايا في سومطرة. يبدو أن آخر ملوك مياه شينلا قُتلوا وأن النظام السياسي دُمج في الحكومة الملكية الجاوية في عام 790 تقريبًا. حافظت أرض شينلا على سلامتها تحت حكم جايافارمان الثاني، الذي أعلن عن إمبراطورية الخمير في عام 802.